# باول لانجفورد
باول لانجفورد (بالإنجليزية: Paul Langford)‏ هو مؤرخ بريطاني، ولد في 20 نوفمبر 1945، وتوفي في 27 يوليو 2015.